# بروس شابمان
بروس شابمان (بالإنجليزية: Bruce Chapman)‏ هو دبلوماسي وصحفي وسياسي أمريكي، ولد في 1 ديسمبر 1940 في إيفانستون في الولايات المتحدة. حزبياً، نشط في الحزب الجمهوري.